# Faculdade de Odontologia de Bauru da Universidade de São Paulo

A Faculdade de Odontologia de Bauru da Universidade de São Paulo (conhecida como FOB) é uma unidade da Universidade de São Paulo em Bauru, localizada na cidade de Bauru. A faculdade foi criada em 1948 e implantada efetivamente em 1962. Ela conta atualmente com cursos nas áreas de odontologia, de fonoaudiologia e de medicina, sendo constituída por 6 departamentos de ensino, com 118 docentes e 233 servidores administrativos, operacionais e técnicos que, juntamente com seus alunos de graduação e pós-graduação.

## História
A história da implantação do campus de Bauru começa com a criação da Faculdade de Farmácia e Odontologia de Bauru (FFOB) pela lei nº 161, de 24 de setembro de 1948. No entanto, por questões financeiras, somente em 1962 foi possível o início de seu funcionamento provisório no prédio do grupo escolar "Silvério São João". Sua denominação foi mantida até março de 1965, quando o decreto nº 44.622 alterou-a para Faculdade de Odontologia de Bauru (FOB). Em 1967, foi fundado o Centro de Pesquisa e Reabilitação de Lesões Lábio-Palatais da USP, que por meio de portaria do reitor Miguel Reale, em março de 1973 foi transformado em Centro Interdepartamental da FOB e em março de 1976, pelo decreto do então governador Paulo Egydio Martins transformou-se no Hospital de Anomalias Craniofaciais.
Em 4 de julho de 2017, o Conselho Universitário (Co) da USP aprovou a criação de um novo curso de medicina que se manteve vinculado à Faculdade de Odontologia de Bauru (FOB) até a criação da Faculdade de Medicina de Bauru (FMBRU), em março de 2024.
No dia 6 de julho de 2018, foi assinado, na sede do Governo paulista, o decreto que cria oficialmente o Hospital das Clínicas de Bauru. Foi assinado também, na cerimônia, o termo de cessão de uso das Unidades 1 e 2 do Hospital de Reabilitação de Anomalias Craniofaciais (HRAC/Centrinho) da USP, que permitirá à Secretaria de Estado da Saúde de São Paulo (SES-SP) fazer as adequações estruturais necessárias para o espaço compor o complexo do HC de Bauru.